# San Roberto Bellarmino

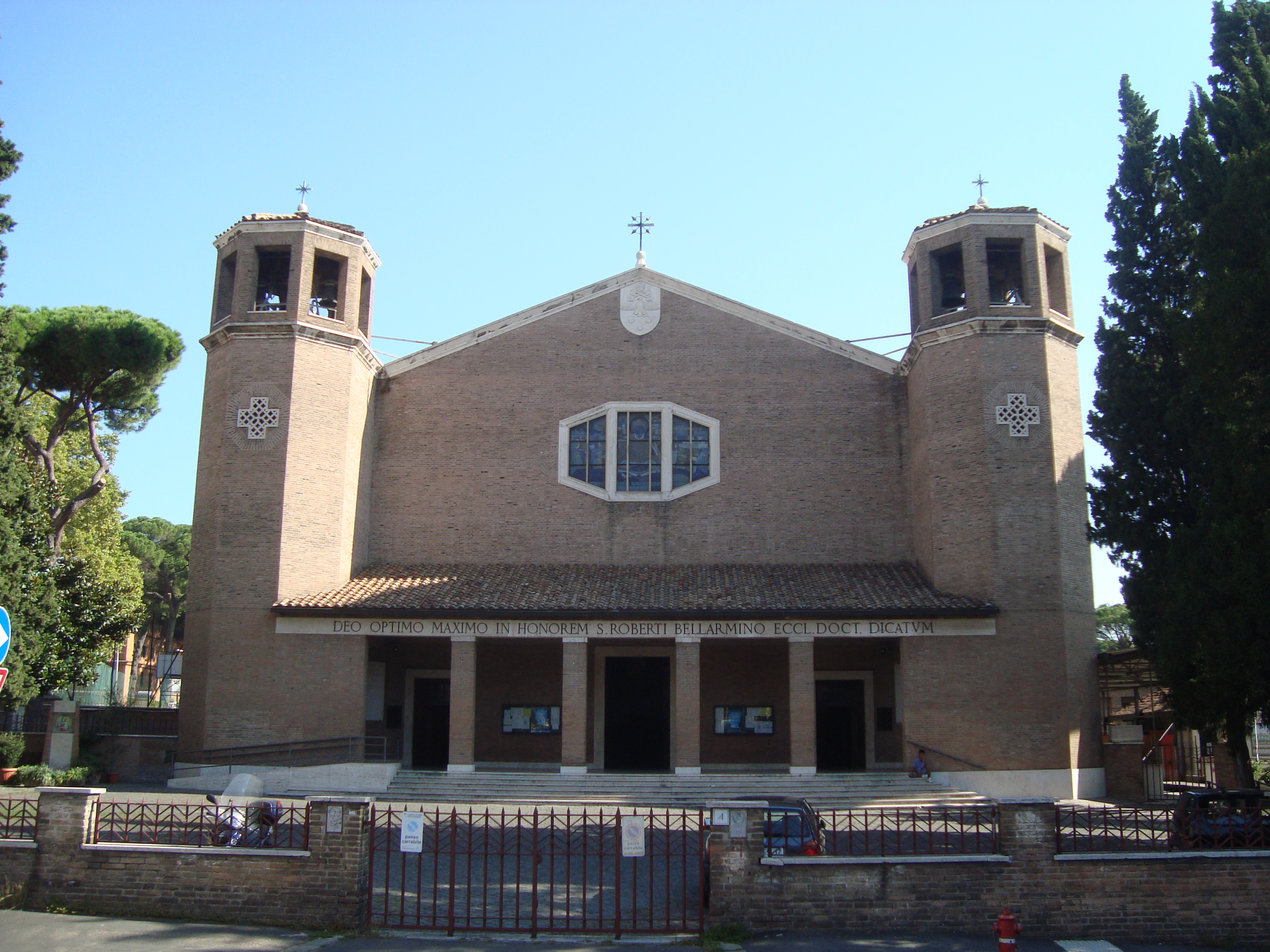
Vista da fachada.

San Roberto Bellarmino é uma igreja titular de Roma localizada na Piazza Ungheria no quartiere Parioli e dedicada a São Roberto Belarmino. É sede de uma paróquia e também do título cardinalício de São Roberto Belarmino, cujo cardeal-presbítero protetor é Mario Aurelio Poli, arcebispo de Buenos Aires.

## História
Esta igreja foi construída com base num projeto de Clemente Busiri Vici entre 1931 e 1933 e foi consagrada em 20 de maio de 1959, apesar de ter sido inaugurada e aberta ao culto já em 10 de junho de 1933. São Roberto Belarmino é um santo do século XVII, um dos maiores teólogos da Contrarreforma canonizado poucos anos antes da construção da igreja, em 1930, membro da Companhia de Jesus e Doutor da Igreja.
A paróquia desta igreja foi instituída em 13 de maio de 1933 pelo papa Pio XI na constituição apostólica Quae maiori religionis e entregue aos jesuítas, que a devolveram, em 2003, ao clero diocesano. O título cardinalício de São Roberto Belarmino foi criado em 1969. Em 13 de março de 2013, o cardeal titular, Jorge Mario Bergoglio, foi eleito papa com o nome de papa Francisco.
Em 2 de março de 1980, o segundo domingo da Quaresma, a igreja recebeu uma visita do papa São João Paulo II.

## Descrição
Esta igreja foi construída em estilo racionalista, caracterizado pela repetição, como motivo recorrente em toda a obra, do octógono. O exterior do edifício, inteiramente em tijolos aparentes, é caracterizado por uma fachada precedida por um amplo parvis. A fachada é flanqueada por dois campanários de planta octogonal; ela conta, na parte inferior, com um pórtico com colunas no formato de paralelepípedos, e, na superior, com uma janela octogonal tripla com vitrais multicoloridos representando a vida de São Belarmino. No cume está um brasão em mármore do papa Pio XI, que patrocinou a construção da igreja.
O interior da igreja se desenvolve numa planta em cruz latina, escuro e caracterizado por elementos angulares por causa das estruturas de suporte em concreto armado propositalmente deixadas à vista. Ao longo da nave, única e coberta por um teto de madeira no estilo cavalletto (ou capriata), se abrem cinco capelas de cada lado, cada uma das quais encimada por uma janela octogonal com vitrais coloridos similares ao da fachada; e, como no caso dela, tudo obra de Alessandra Busiri Vici. O ciclo pictorial se centra na vida de São Belarmino.
A parte final da planta cruciforme gira em torno de um quadrado central que constitui o cruzeiro e coberto por uma lanterna octogonal; dele partem os dois braços do transepto, ambos formados por um semi-octógono, com os altares do Sagrado Coração de Jesus no transepto esquerdo, onde acontecem as celebrações diárias, e da Virgem com o Menino no transepto da direita. No eixo da nave está a abside principal, com sete lados e que, assim como o restante desta parte final, é decorada com mosaicos de Renato Tomassi, realizados sobre um fundo azul: na abside está uma imagem de São Roberto Belarmino, nos pendículos do cruzeiro estão os "Quatro Evangelistas" e no arco da abside está uma "Cruz Gloriosa". O altar-mor original, doado por Beniamino Gigli, não é mais utilizado atualmente e, para o Jubileu de 2000, um novo presbitério foi construído logo mais a frente.

### Órgão de tubos
Sobre duas cantorias nos lados do presbitério está um órgão de tubos Tamburini opus 175, construído em 1934 e restaurado muitas vezes, a última das quais por Carlo Soracco entre 2009 e 2010, como atesta uma placa afixada no local.
O instrumento funciona ocm transmissão elétrica e a console está situada sob a cantoria da esquerda, na altura do piso, perto do presbitério; esta última dispõe de dois teclados com 61 notas cada um e uma pedaleira côncavo-radial de 32 notas, com os comandos dos registors, das uniões e dos acompanhamentos acionados por linguetas postas numa única fileira sobre o segundo teclado.